# Giorgio Careccia
Giorgio Careccia (Campobasso, 14 maggio 1978) è un attore italiano.

## Biografia
In teatro ha recitato in Tamburi di guerra diretto da Stefano Sabelli, Romeo e Giulietta, diretto da Stefano Sabelli (nella parte di Mercutio), Amleto diretto da Stefano Sabelli (Amleto), Edipo Re diretto da Ulderico Pesce (nella parte di Edipo), Il pane loro diretto da Ulderico Pesce (nella parte dell'operaio vedovo), Cassaria diretto da Pino Quartullo (Nebbia), I promessi sposi - Opera moderna diretto da Michele Guardì (nella parte di Ferrer), Il lupo mannaro diretto da Emanuele Gamba.
In televisione ha recitato nelle miniserie tv Un anno a primavera, regia di Angelo Longoni, e Il giudice Mastrangelo di Enrico Oldoini, entrambe del 2005.
Nel cinema ha partecipato a vari cortometraggi e film come Io non ho paura (2003) di Gabriele Salvatores, Non ti muovere (2004) di Sergio Castellitto, Le quattro porte del deserto (2004) di Antonello Padovano, Romanzo criminale (2005) e Vallanzasca (2010) per la regia di Michele Placido, Liscio (2006) di Claudio Antonini, Fine pena mai (2008) di Davide Barletti e Lorenzo Conte.

## Filmografia

### Cinema
- Io non ho paura, regia di Gabriele Salvatores (2003)
- Non ti muovere, regia di Sergio Castellitto (2004)
- Le quattro porte del deserto, regia di Antonello Padovano (2004)
- Romanzo criminale, regia di Michele Placido (2005)
- Il segreto di Rahil, regia di Cinzia Bomoll (2006)
- Sexum superando - Isabella Morra, regia di Marta Bifano (2006)
- Liscio, regia di Claudio Antonini (2006)
- Fine pena mai, regia di Davide Barletti e Lorenzo Conte (2008)
- L'affare Bonnard, regia di Annamaria Panzera (2009)
- Vallanzasca - Gli angeli del male, regia di Michele Placido (2010)
- Sposami, regia di Umberto Marino (2012)
- My Name is Ernest, regia di Emilio Briguglio (2014)
- Una nobile causa, regia di Emilio Briguglio (2015)
- La ragazza del mondo, regia di Marco Danieli (2016)
- Il ladro di giorni, regia di Guido Lombardi (2018)

### Televisione
- Un anno a primavera, regia di Angelo Longoni – miniserie TV (2005)
- Il giudice Mastrangelo, regia di Enrico Oldoini – miniserie TV, episodio La sposa sirena (2005)
- Le Avventure di Imma, regia di Francesco Amato (2019)
- Imma Tataranni - Sostituto procuratore – serie TV, episodio 1x03 (2019)
- L'ultimo Paradiso, regia di Rocco Ricchiardulli – film Netflix (2021)